# Arboretum Freiburg-Günterstal
Koordinaten: 47° 58′ 22,1″ N, 7° 50′ 33,7″ O

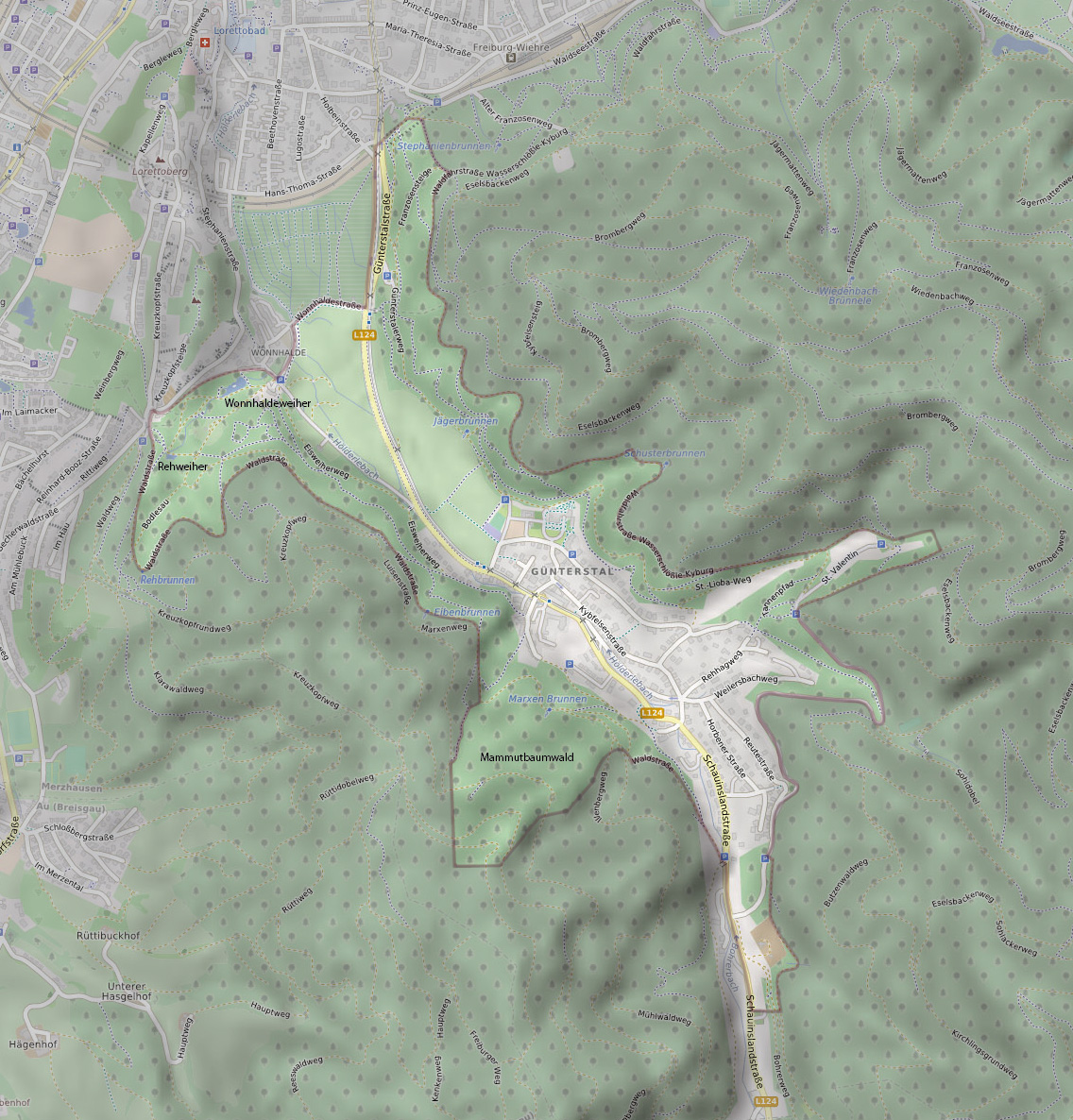
Übersichtskarte mit dem Gelände des Arboretums

Das Arboretum Freiburg-Günterstal befindet sich in Freiburgs südlichstem Stadtteil Günterstal und liegt mit einer Fläche von 100 Hektar auf einer Höhe von 290 bis 430 m ü. NN, es ist integraler Teil des Stadtwaldes und gehört dort zum Bereich des Bergwaldes. Verwaltungstechnisch liegt es in seiner Gesamtheit im Revier Günterstal des Forstamtes Freiburg. Auf dem Gebiet befindet sich zudem das Waldhaus Freiburg, ein Umweltbildungszentrum und mit dem dort beginnenden Skulpturenpfad im Gewann Wonnhalde ist hier auch Platz für Kunst. Zu diesem Arboretum gibt es den Förderverein Freunde des Stadtwald-Arboretum Günterstal e. V., der 2009 den Umweltpreis der Stadt Freiburg gewann. Das Arboretum ist Bestandteil des Landschaftsschutzgebiets Brombergkopf, Lorettoberg, Schlierberg und wird seit dem 24. April 2006 beim Regierungspräsidium Freiburg unter der Schutzgebietsnummer 3.11.009 geführt. Eine Besonderheit des Freiburger Arboretums ist, dass es komplett in den normalen Wald integriert ist und nicht Teil eines geordneten botanischen Gartens ist.

## Bestand und Zweck

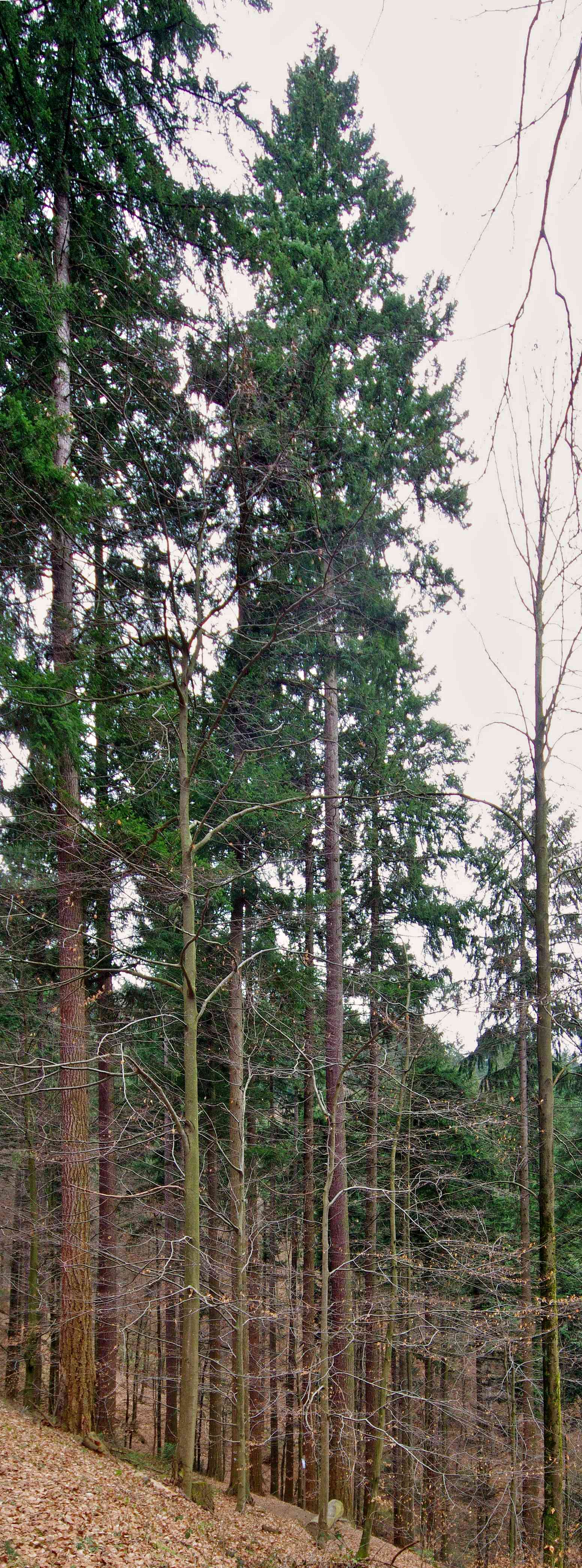
Waldtraut vom Mühlwald, der höchste Baum Deutschlands

Das Arboretum dient der forstwirtschaftlichen Ausbildung, der Erweiterung der biologischen Kenntnisse der Allgemeinheit und der Erholung. Hinzu kommt die Suche nach Baum- und Straucharten, die für die Forstwirtschaft und für weitere Nutzung z. B. in der Medizin geeignet sind sowie die allgemeine Arterhaltung und die Erhaltung seltener einheimischer Arten. Dabei geht es nicht nur um die Einbürgerung fremder Arten, sondern um die Wiederansiedlung von ehemals hier heimisch gewesenen Arten. Aufgebaut und gepflegt wird das Arboretum vom städtischen Forstamt Freiburg in Zusammenarbeit mit der Fakultät für Forst- und Umweltwissenschaften der Universität Freiburg. So ist es mit 392 Nadelbaumarten eine der umfangreichsten Gymnospermensammlungen Deutschlands. Dazu gehört auch der höchste amtlich vermessene Baum Deutschlands, die Douglasie Waldtraut vom Mühlwald, die etwas südlich vom eigentlichen Arboretum steht.
Zurzeit hat das Arboretum einen Bestand von über 1300 verschiedenen heimischen und fremden Baum- und Straucharten von fünf Kontinenten. Erschlossen für die Freiburger Bürger und Touristen ist es durch zwei Rundwanderwege, den Wonnhalderundweg und den Sternwaldrundweg, sowie den Friedenspfad, an denen man auch einige Besonderheiten wie den Urweltmammutbaum, die schuppenrindige Tanne, den Ginkgo und die Langlebige Kiefer findet. Dazu kommen weitere fünf Themenpfade, die ausgeschildert und mit Informationstafeln versehen sind. Diese sind Einheimische Baumarten im Gewann Hölderle, Baumarten aus aller Welt im Gewann Wonnhalde, Nordamerikanische Baumarten im Sternwald, der auch für Rollstuhlfahrer geeignet ist, Heilwirkungen von Baumarten am St. Lioba Weg und das der Tannenpfad das Abietum, die größte Lebendsammlung von Tannenarten Deutschlands darunter viele vom Aussterben bedrohte Arten, auf dem Weg nach St. Valentin.
Seit November 2014 gibt es einen weiteren Lehrpfad im Arboretum. Er heißt „Mycelium – das Geheimnis der Pilze“ und beginnt kurz hinter dem Waldhaus im selben Gebiet, in dem auch der Skulpturenpfad Waldmenschen ist. Angelegt wurde er vom Forstamt Freiburg, welches nach Hans Burgbacher dem Leiter des Amtes damit eine Lücke in den Themen der Lehrpfade schließen will. Die Tafeln auf dem Pfad geben Auskunft über viele Aspekte der Pilze. Für diesen Pfad hat Thomas Rees die Pilze und Figuren aus Mooswälder Holz geschnitzt. Die zentrale Figur des Kunstwerks „Hexenring“ ist ein 4 m hoher Pilz dessen 20 m² große Kappe mit einem speziellen Material belegt ist, so dass hier Pilze gut gedeihen können.

## Geschichte
Ende des 19. Jahrhunderts wurde begonnen verschiedene, überwiegend aus Amerika und Japan stammende Baumarten in dem bestehenden Stadtwald anzupflanzen. Auf dem Grundgestein aus Gneis sind überwiegend humose, kiesige, tiefgründige Braunerden, die teilweise auch gut verlehmt sind. Zusammen mit den unterschiedlichen Hangneigungen, dem Niederschlag von 1000 mm/Jahr und einer mittleren Jahrestemperatur von über 9 °C bilden sie eine gute Grundlage für das Wachstum. Die ersten der heute dort stehenden Douglasien, für die das Gelände heute bekannt ist, wurden 1896 am Illenberg auf Schneebruchflächen gepflanzt. Zwischen 1901 und 1911 wurden im Stadtwald mehrere hunderttausend verschiedene auswärtige Bäume gepflanzt, um ihre Eignung für die Verwendung in dieser Vegetationszone zu prüfen. Ab 1930 führte Oberförster Frank das Konzept weiter und baute es aus.
Am 8. September 1989 wurde das Arboretum offiziell durch den damaligen Sozialbürgermeister Hansjörg Seeh gegründet, obwohl es schon seit 1896 betrieben wurde.
Im Jahr 2005 wurde die Diplomarbeit „Konzeption für das Arboretum Günterstal (Freiburg i. Br.)“ von Angela Busch mit der Sonja-Bernadotte-Medaille für Gartenkultur ausgezeichnet.
Für die Initiierung und heutige Ausgestaltung als eines der wertvollsten der 200 deutschen Arboreten ist der ehemalige Revierförster in Günterstal, Hubertus Nimsch, verantwortlich, der auch nach seiner Pensionierung noch entscheidend dazu beitrug.
Am 13. April 2018 wurden auf einer Freifläche des Arboretums in einer Gemeinschaftsaktion vom Forstamt Freiburg, dem Ortsverein Günterstal sowie Mitgliedern des Vereins „Freunde des Stadtwald-Arboretums“ 18 junge Eichen aus verschiedenen Kontinenten, angezogen in den Gewächshäusern des Hubertus Nimsch, gepflanzt. Der 81-Jährige zog sich mit diesem letzten Akt aus seiner Arbeit am Arboretum zurück. Die Eichen aus drei Kontinenten – Asien, Europa und Nordamerika – sollen die Vielfalt der Gattung aufzeigen, wie die Leiterin des Forstamts Nicole Schmalfuß in ihrer Rede zum Abschied Nimsch ausführte.

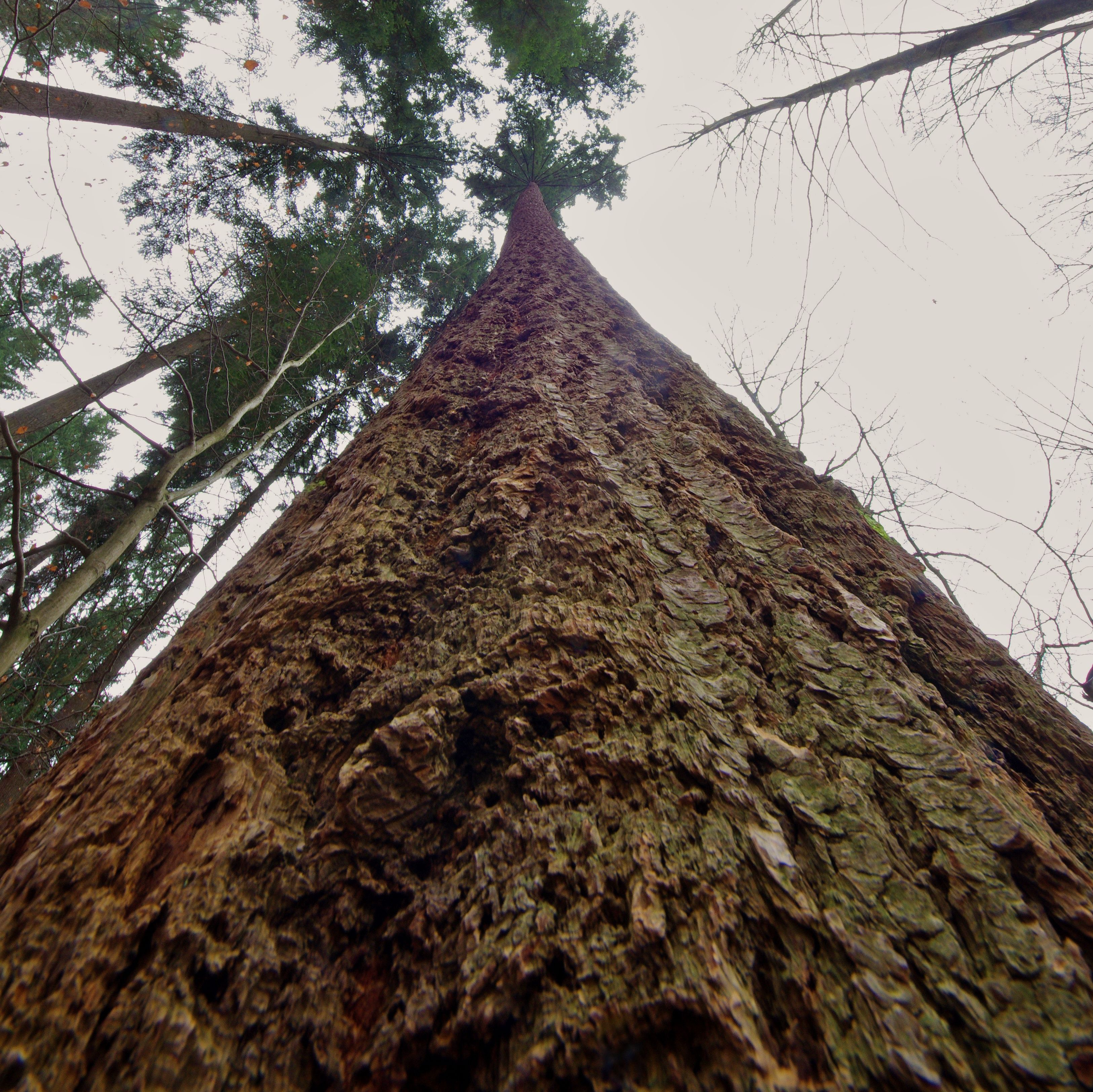
Waldtraut vom Mühlwald
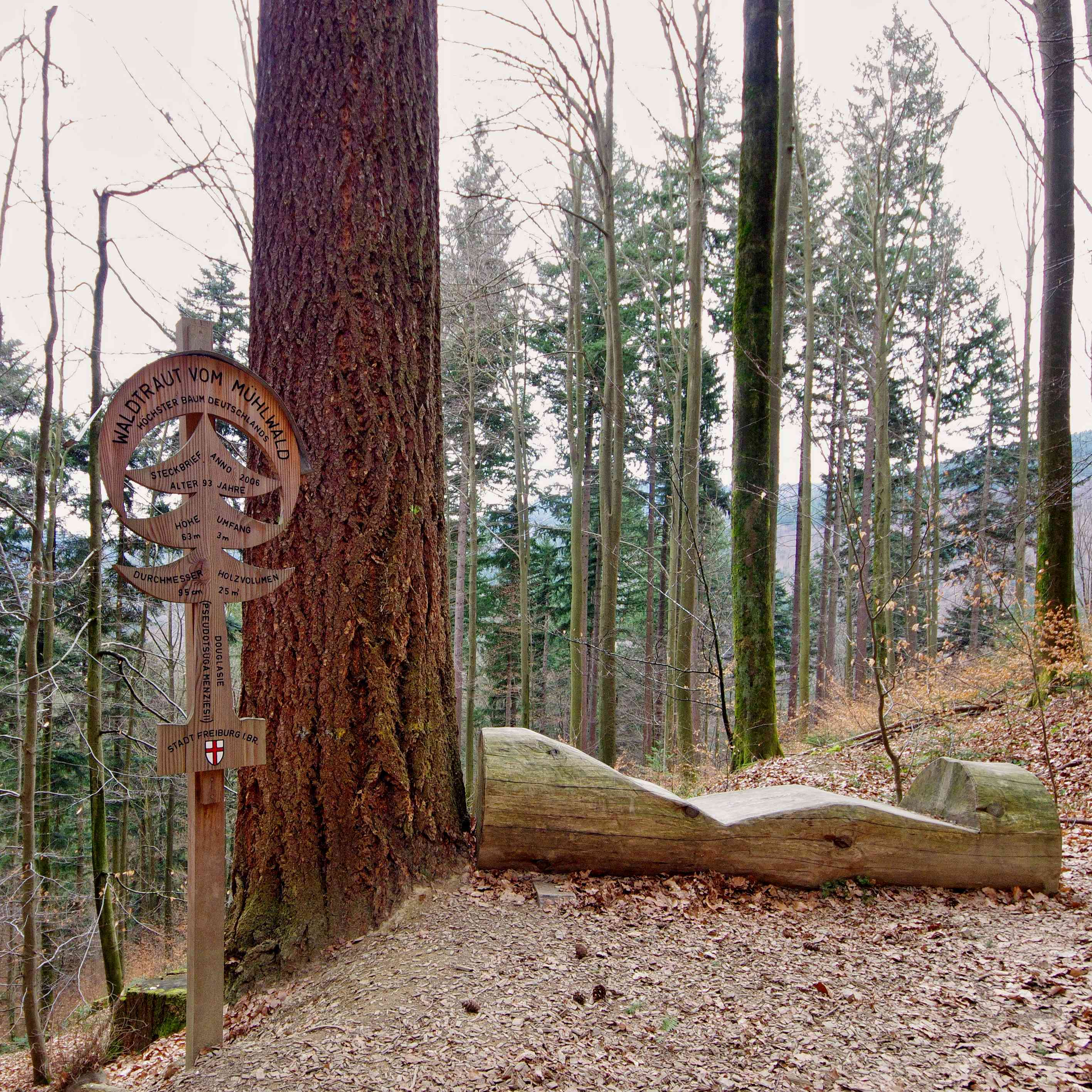
Der höchste Baum Deutschlands, mit Liege
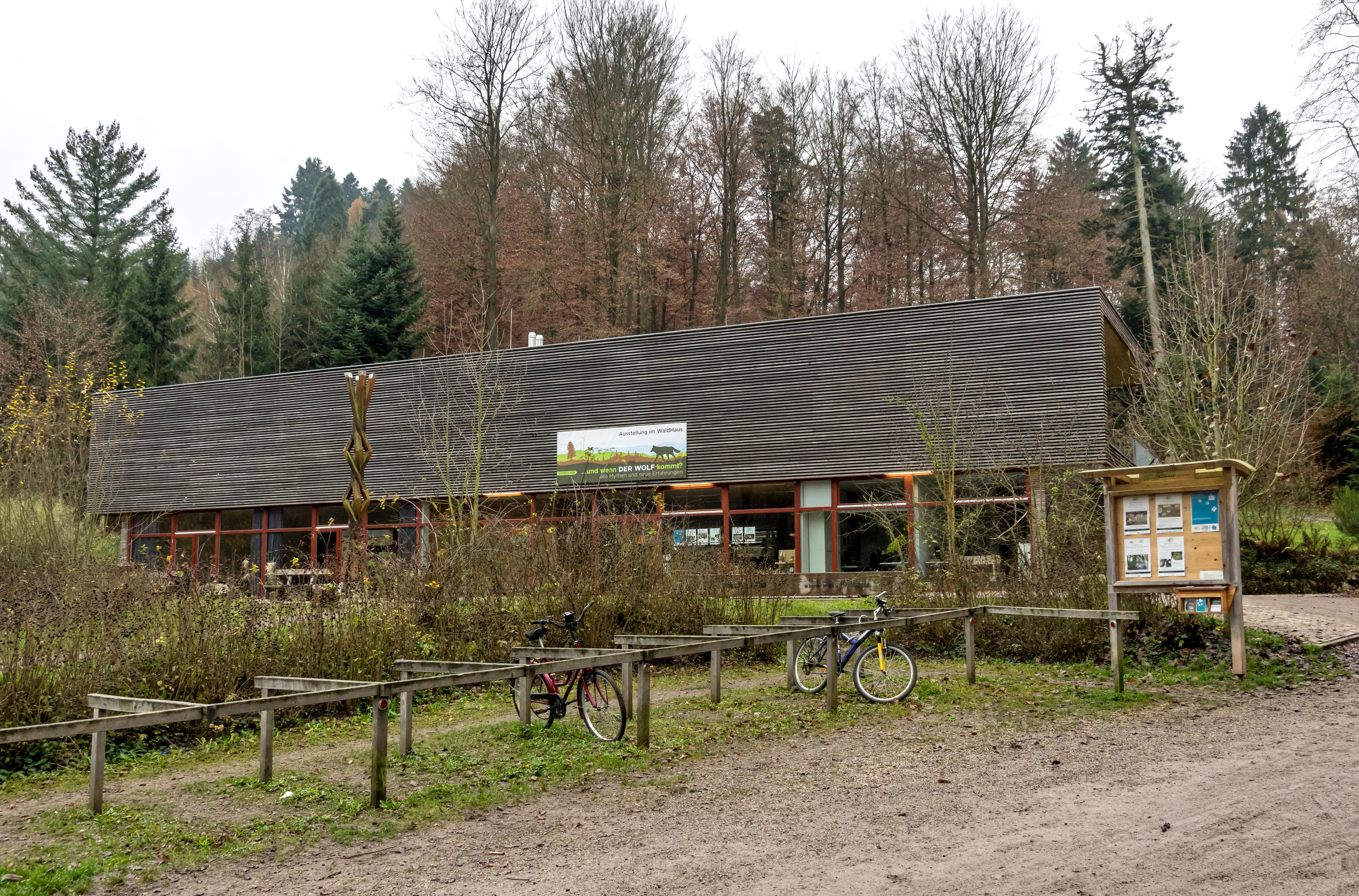
Das Waldhaus Vorderansicht
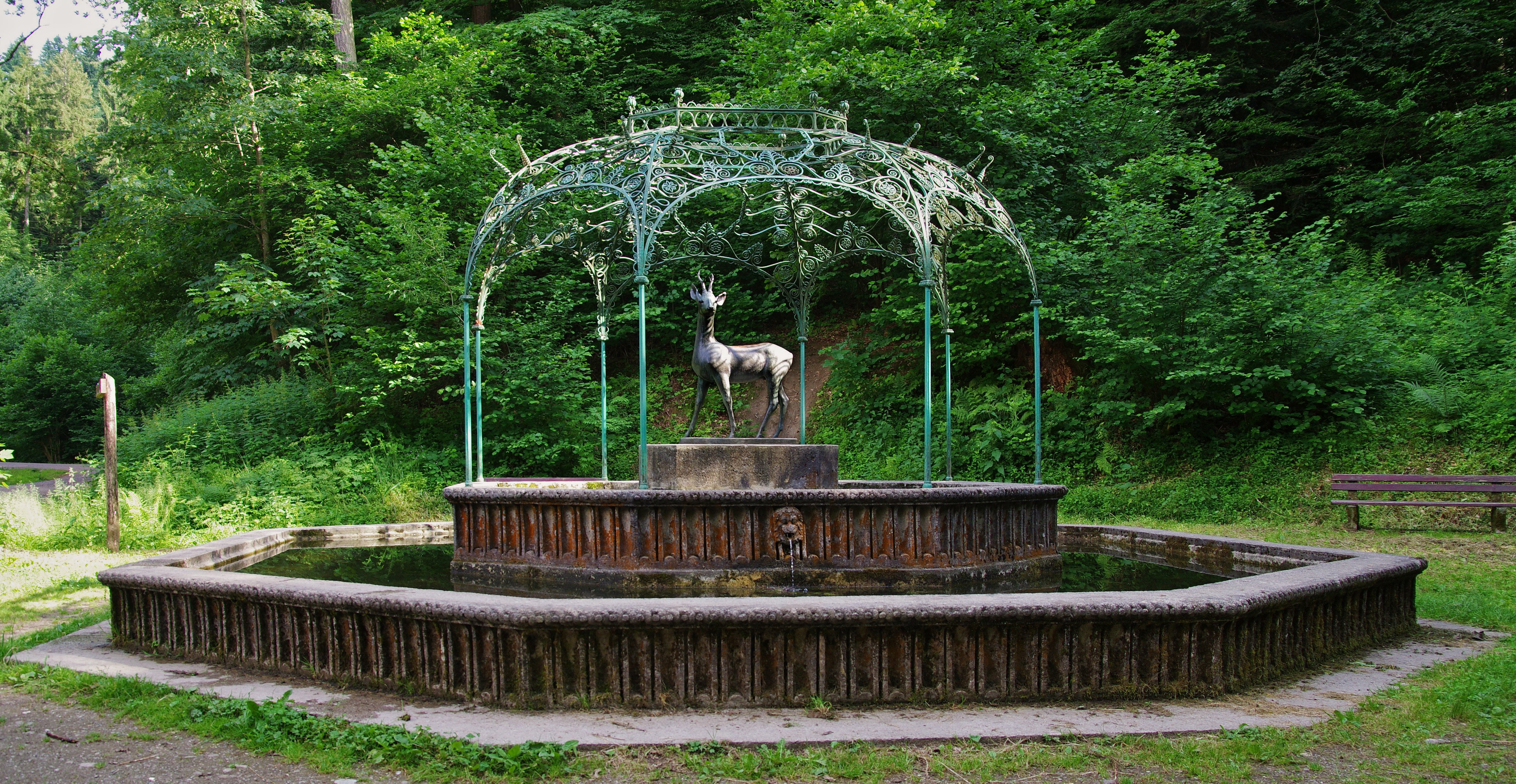
Rehbrunnen westlich des Arboretums Nähe Merzhausen
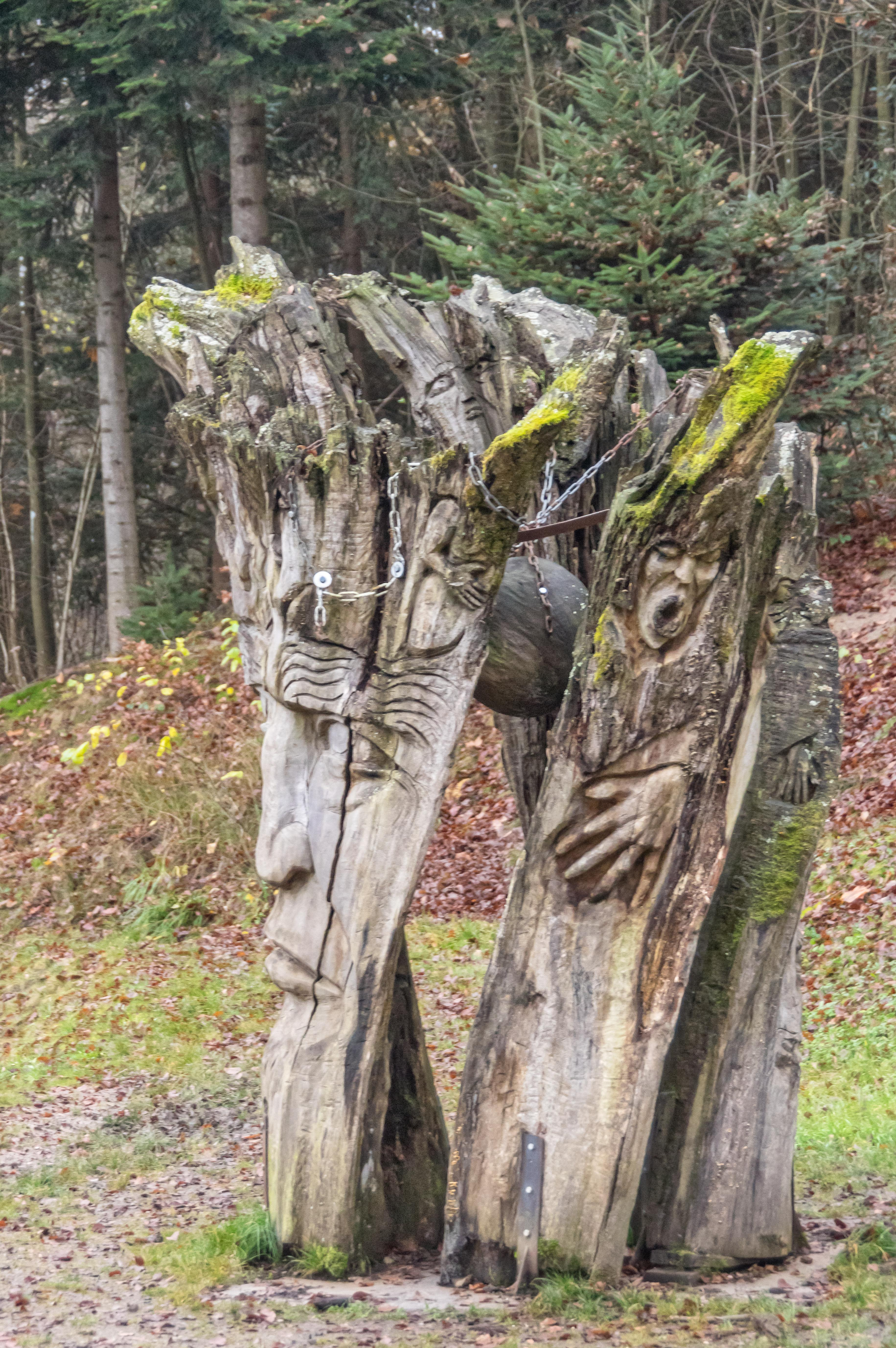
Die Baumwelt (Thomas Rees) auf der Rückseite des Waldhauses
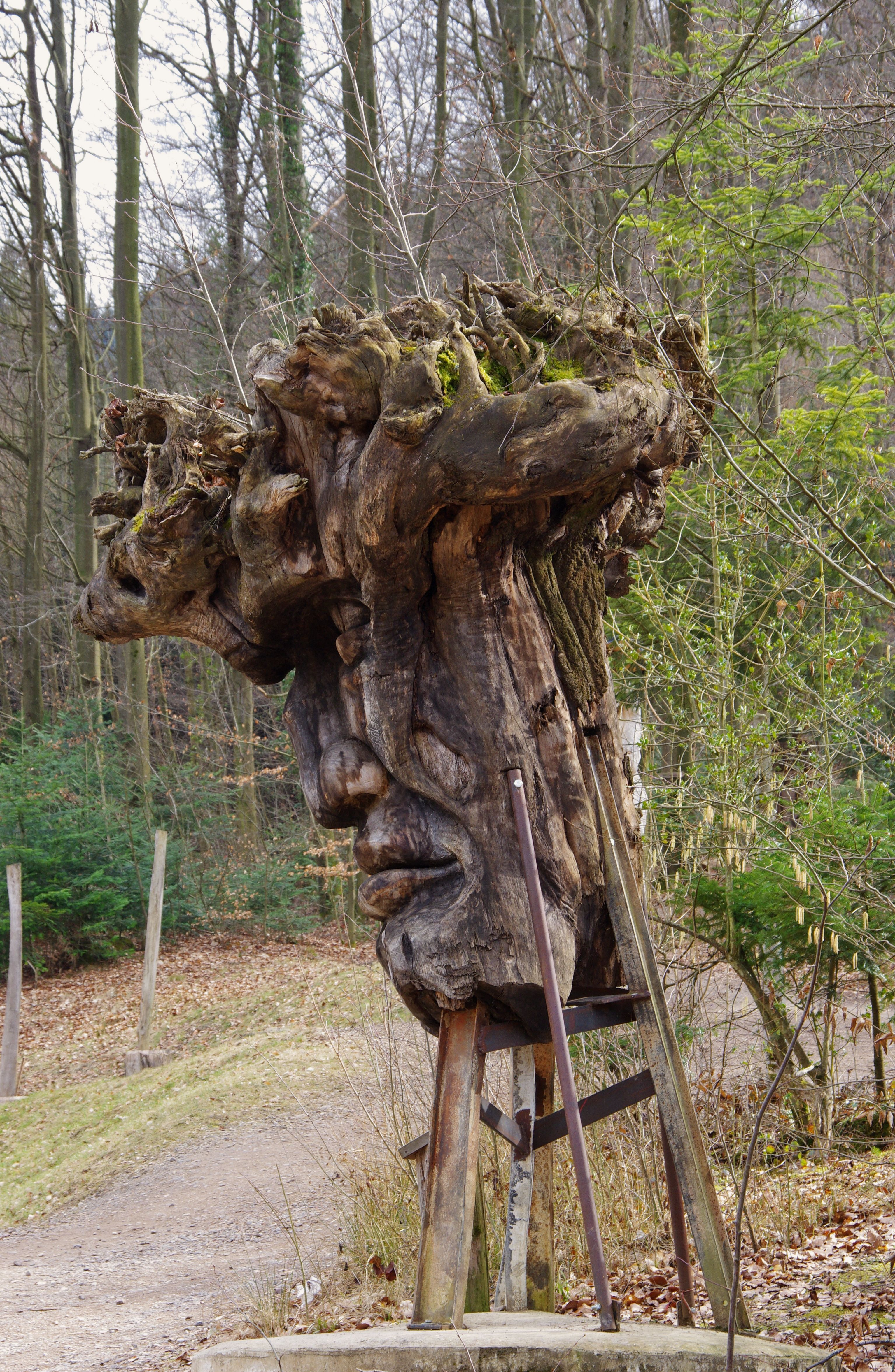
Der Wurzelkopf aus dem Zyklus WaldMenschen von Thomas Rees
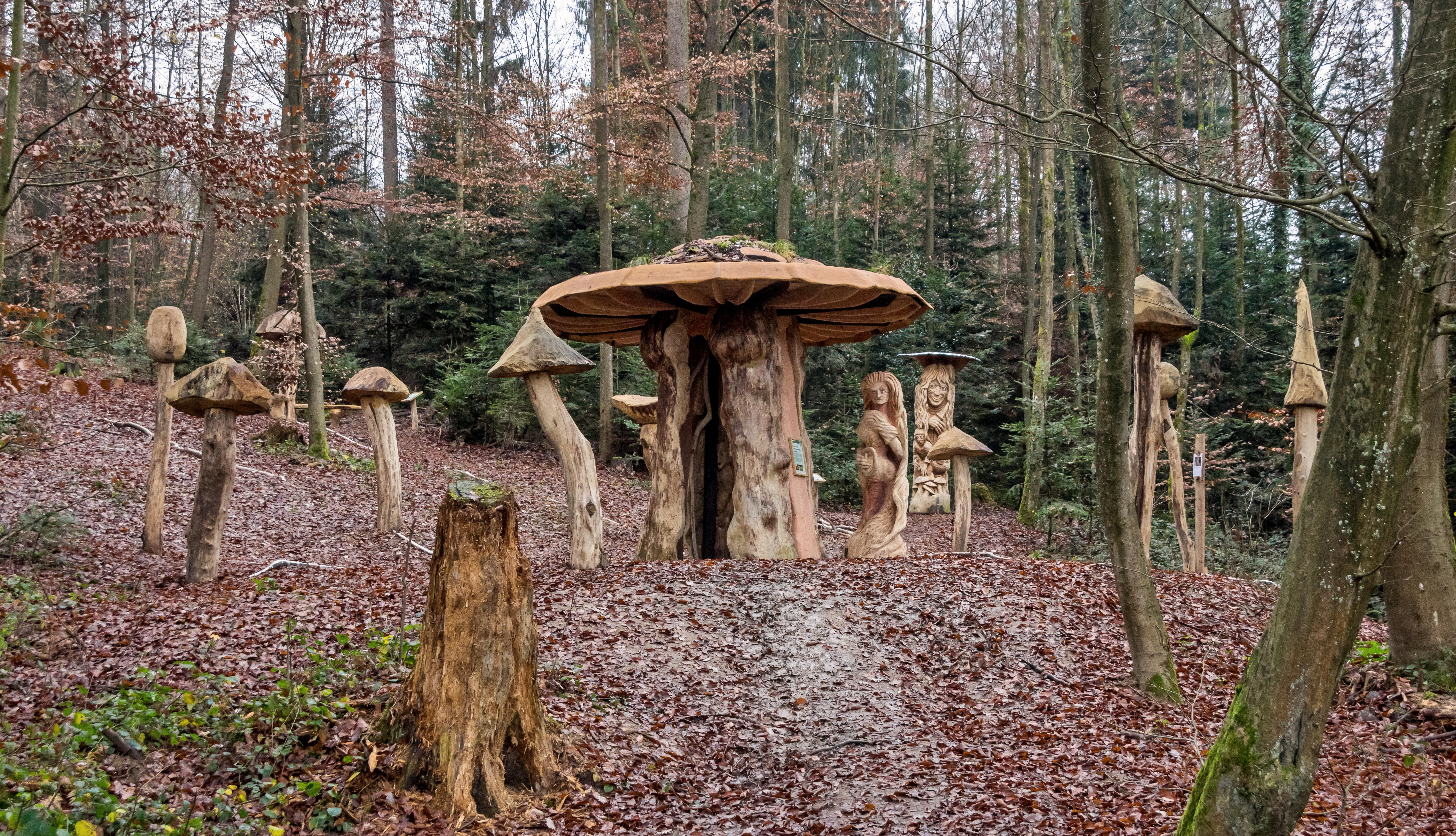
Der Hexenring (Thomas Rees) im Mycelium